# Diallomus fuliginosus
Diallomus fuliginosus là một loài nhện trong họ Ctenidae.
Loài này thuộc chi Diallomus. Diallomus fuliginosus được Eugène Simon miêu tả năm 1897.